# Fausta beybienkoi
Fausta beybienkoi là một loài ruồi trong họ Tachinidae.